# 乌克兰国家颜色

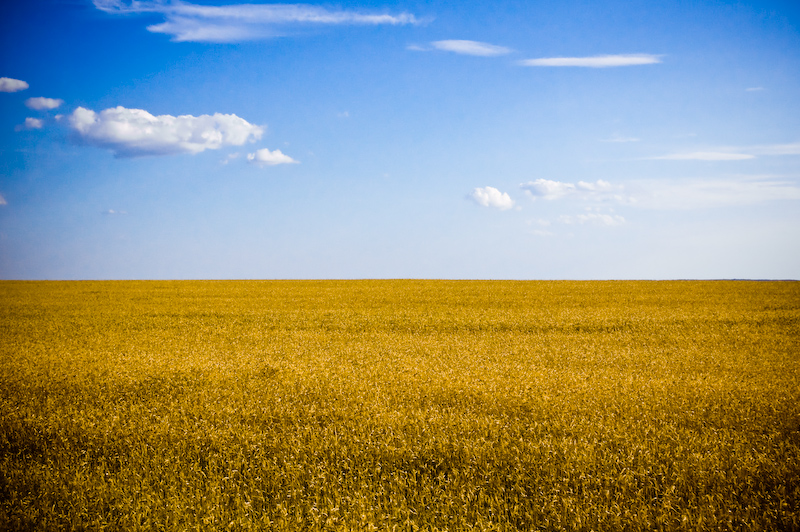
乌克兰赫尔松州的農田與烏克蘭國家顏色一致

乌克兰的国家颜色是上藍下金的颜色组合。烏克蘭國旗也是这个颜色。乌克兰国家颜色起源于基督教时期之前，当时在传统仪式上人们大多会采用黄色和蓝色，因为这两种颜色分别代表火焰和水源。对此最为确凿的证据最早可以追溯到格伦瓦德之战时期，当时来自波兰-立陶宛联盟地区的一些民兵方阵中就曾出现过蓝黄两色。在19和20世纪的地图上，乌克兰的领土通常都被涂成黄色。而“金色”基本上是黄色色谱中的一种颜色，而且在纹章学中并无明确的“黄色”这一颜色，“黄色”和“金色”都被算作“金色”。
蓝色和金色还是瑞典、帛琉和哈萨克斯坦的国家颜色。

## 起源
乌克兰国旗上的颜色象征着蓝色天空下的金黄麦田，对于被称作“面包篮子”的乌克兰来说很合适。
在苏联建立之前，乌克兰的旗帜是浅蓝色在上，黄色在下。这种情况下蓝色代表着天空或是空气。此外蓝色还代表着健康。

## 勛章
乌克兰的国徽和国旗颜色一致，国徽是一个带着金色三叉戟的蓝色盾牌，而这把三叉戟在乌克兰文化中名为“tryzub”，意为“三牙”（three teeth）。这把三叉戟代表着在陆地上和天上的三位一体神，乌克兰总统旗上也有这个标志。乌克兰纹章学协会则认为把三叉戟改成蓝色是不符合常规的做法。
除了烏克蘭英雄勋章之外，还有如下勋章也使用国家颜色：智者雅洛斯拉夫勋章（Order of Prince Yaroslav the Wise）、自由勋章（Order of Liberty）、加利西亚的丹尼尔勋章（Order of Danylo Halytsky）、荣誉勋章（Order of Merit）、博格丹·赫梅利尼茨基勋章（Order of Bohdan Khmelnytsky）以及谢甫琴科国家奖（Shevchenko National Prize）。

## 體育

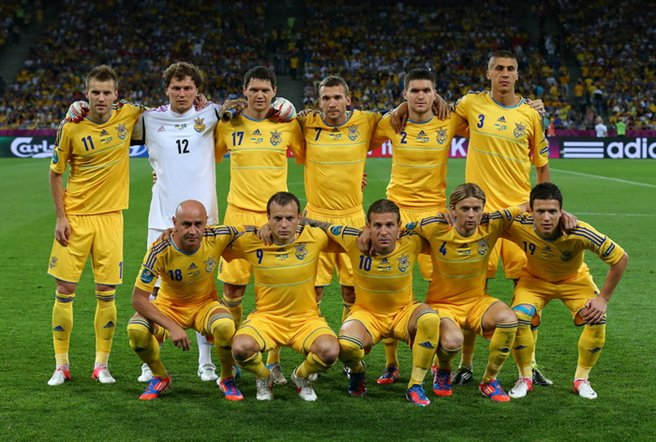
乌克兰国家足球队

乌克兰的很多国际体育代表队（比如奥运代表队）都使用黄色和蓝色作为主色，而在这种情况下，蓝色通常都非常暗。符合这一惯例的有：烏克蘭國家奧林匹克委員會、乌克兰国家男子冰球队、烏克蘭國家男子籃球隊、烏克蘭國家足球隊以及乌克兰国家班迪球（bandy）队。同时乌克兰的哈爾科夫冶金工人足球俱樂部（FC Metalist Kharkiv）也采用了蓝黄两色。

## 品牌
烏克蘭國際航空现在的专用颜色是“欧洲白”（Eurowhite），该公司下属飞机的机身为白色，涂装有乌克兰国际航空公司（UIA）的名称和一面乌克兰国旗。机尾涂装有蓝色和黄色的条纹。这一套涂装启用于20世纪90年代末。